# Строги природни резерват Фељешана
Фељешана је један од најстаријих резервата у Србији и представља очувану аутохтону заједницу мезијске букве (лат. Fagus moesiaca) прашумских карактеристика. 
Налази се у источној Србији, у близини места Дебели Луг код Мајданпека. 
У резервату није дозвољена активност човека, што је омогућило развој шумске заједнице високе старости. Поједина стабла су стара преко 300 година и висока преко 40 метара. Резерват се одликује богатом фауном и важно је подручје за сове, детлиће, мухарице и остале птице које настањују старе шуме.